# Gare de La Trinité-Victor
La gare de La Trinité-Victor est une gare ferroviaire française de la ligne de Nice à Breil-sur-Roya, située sur le territoire de la commune de La Trinité, dans le département des Alpes-Maritimes, en région Provence-Alpes-Côte d'Azur.
Elle est mise en service en 1928 par la Compagnie des chemins de fer de Paris à Lyon et à la Méditerranée (PLM).
C'est une gare de la Société nationale des chemins de fer français (SNCF), desservie par des trains TER Provence-Alpes-Côte d'Azur.

## Situation ferroviaire
Établie à 73 mètres d'altitude, la gare de La Trinité-Victor est située au point kilométrique (PK) 6,906 de la ligne de Nice à Breil-sur-Roya (voie unique), entre les gares de l'Ariane - La Trinité et de Drap - Cantaron.

## Histoire
La station de La Trinité-Victor est mise en service le 31 octobre 1928 par la Compagnie des chemins de fer de Paris à Lyon et à la Méditerranée (PLM), lors de l'ouverture à l'exploitation de la ligne de Nice à Breil et à Coni.

## Fréquentation
De 2015 à 2023, selon les estimations de la SNCF, la fréquentation annuelle de la gare s'élève aux nombres indiqués dans le tableau ci-dessous.
| Année     | 2015   | 2016   | 2017   | 2018   | 2019   | 2020   | 2021   | 2022   | 2023   |
| --------- | ------ | ------ | ------ | ------ | ------ | ------ | ------ | ------ | ------ |
| Voyageurs | 43 333 | 49 911 | 60 792 | 55 930 | 61 038 | 29 036 | 31 921 | 49 685 | 47 568 |

## Service des voyageurs

### Accueil
Gare SNCF, elle dispose d'un bâtiment voyageurs, avec guichet, ouvert du lundi au vendredi, fermé les samedis dimanches et fêtes. Elle est équipée d'automates pour l'achat de titres de transport.

### Desserte
La Trinité-Victor est desservie par des trains TER PACA qui effectuent des missions entre les gares de Nice-Ville et celle de Breil-sur-Roya.

### Intermodalité
Un parc pour les vélos et un parking pour les véhicules y sont aménagés.